# Micropsitta meeki
Micropsitta meeki е вид птица от семейство Psittaculidae.

## Разпространение
Видът е разпространен в Папуа Нова Гвинея.